# Kaori Sakamoto
Kaori Sakamoto (japanisch 坂本 花織 Sakamoto Kaori; * 9. April 2000 in Kobe, Präfektur Hyōgo) ist eine japanische Eiskunstläuferin, die in Wettbewerben im Einzellauf antritt. Sie ist die Weltmeisterin im Eiskunstlauf der Jahre 2022, 2023 und 2024. Bei den Olympischen Winterspielen 2022 in Peking gewann sie die Bronzemedaille im Einzellauf und eine Silbermedaille im Teamwettbewerb.

## Karriere
Sakamoto tritt in internationalen Wettkämpfen seit der Saison 2017/18 bei den Erwachsenen an. Bei den japanischen Meisterschaften 2018 wurde sie Zweite hinter Satoko Miyahara. Bei den folgenden Vier-Kontinente-Meisterschaften gewann Japan bei den Frauen alle Plätze auf dem Podium, wobei Sakamoto Gold vor Mai Mihara und Satoko Miyahara gewann.
Bei den Olympischen Winterspielen 2018 in Pyeongchang erreichte Sakamoto den 6. Platz.
In der folgenden Saison gelang Sakamoto die Qualifikation für das Grand-Prix-Finale in Vancouver. Dort wurde sie Vierte, während ihre Landsfrau Rika Kihira die Goldmedaille gewann. Bei den folgenden japanischen Meisterschaften übertraf Sakamoto mit 152,36 Punkten in der Kür ihre bisherige persönliche Bestleistung deutlich, wodurch sie vor Kihira ihren ersten Titel als japanische Meisterin gewann. Bei den Weltmeisterschaften in Saitama wurde Sakamoto Zweite im Kurzprogramm. Im Gesamtergebnis wurde sie Fünfte, nachdem sie in der Kür einen geplanten dreifachen Flip nur einfach zeigte. In der Saison 2019/20 konnte Sakamoto nicht an die Erfolge der vorherigen Saison anknüpfen.
Ihre erste Goldmedaille bei einem Grand-Prix-Wettbewerb gewann Sakamoto bei der NHK Trophy 2020. Ihre zweiten Weltmeisterschaften, 2021 in Stockholm, beendete Sakamoto als Sechste. In Peking gewann Sakamoto 2022 zwei olympische Medaillen. Zur Silbermedaille für Japan im Teamwettbewerb trug sie durch ihren ersten Platz in der Kür der Frauen bei (nach der Disqualifikation von Kamila Walijewa). Im Einzelwettbewerb erreichte sie im Kurzprogramm, in der Kür und im Gesamtergebnis jeweils mit persönlicher Bestleistung den dritten Platz. In der Kür, die sie zu Filmmusik von Junkie XL (Die Bestimmung – Divergent) lief, wurde Sakamoto nur von Alexandra Trussowa und Anna Schtscherbakowa geschlagen, die beide mehrere Vierfachsprünge zeigten. Bei den Weltmeisterschaften in Montpellier verbesserte Sakamoto ihre persönlichen Bestleistungen im Kurzprogramm und in der Kür erneut, wodurch sie Weltmeisterin im Eiskunstlauf des Jahres 2022 wurde.

## Ergebnisse
| Meisterschaft / Jahr            | 2014    | 2015    | 2016    | 2017    | 2018    | 2019    | 2020    | 2021    | 2022    | 2023    | 2024    | 2025    |
| ------------------------------- | ------- | ------- | ------- | ------- | ------- | ------- | ------- | ------- | ------- | ------- | ------- | ------- |
| Olympische Winterspiele         |         |         |         |         | 6.      |         |         |         | 3.      |         |         |         |
| Weltmeisterschaften             |         |         |         |         |         | 5.      |         | 6.      | 1.      | 1.      | 1.      | 2.      |
| Vier-Kontinente-Meisterschaften |         |         |         |         | 1.      | 4.      | 5.      |         |         |         |         |         |
| Japanische Meisterschaften      | 15.     | 6.      | 13.     | 7.      | 2.      | 1.      | 6.      | 2.      | 1.      | 1.      | 1.      | 1.      |
| Olympische Jugendspiele         |         |         | 6.      |         |         |         |         |         |         |         |         |         |
| Grand-Prix-Wettbewerb / Saison  | 2013/14 | 2014/15 | 2015/16 | 2016/17 | 2017/18 | 2018/19 | 2019/20 | 2020/21 | 2021/22 | 2022/23 | 2023/24 | 2024/25 |
| Grand-Prix-Finale               |         |         |         |         |         | 4.      |         |         |         | 5.      | 1.      | 3.      |
| Skate America                   |         |         |         |         | 2.      | 2.      | 4.      |         | 4.      | 1.      |         |         |
| Cup of Russia                   |         |         |         |         | 5.      |         |         |         |         |         |         |         |
| Grand Prix Finnland             |         |         |         |         |         | 3.      |         |         |         | 1.      |         |         |
| Internationaux de France        |         |         |         |         |         |         | 4.      |         |         |         | 1.      |         |
| NHK Trophy                      |         |         |         |         |         |         |         | 1.      | 1.      | 2.      |         | 1.      |
| Skate Canada                    |         |         |         |         |         |         |         |         |         |         | 1.      | 1.      |
| Teamwettbewerb / Saison         | 2013/14 | 2014/15 | 2015/16 | 2016/17 | 2017/18 | 2018/19 | 2019/20 | 2020/21 | 2021/22 | 2022/23 | 2023/24 | 2024/25 |
| Olympische Winterspiele         |         |         |         |         | 5.      |         |         |         | 2.      |         |         |         |
| World Team Trophy 1             |         |         |         |         |         | 2. (3.) |         | 3. (2.) |         |         |         |         |

1 Das persönliche Ergebnis ist in Klammern angegeben. Die Vergabe von Medaillen orientiert sich jedoch am Teamergebnis.

## Galerie

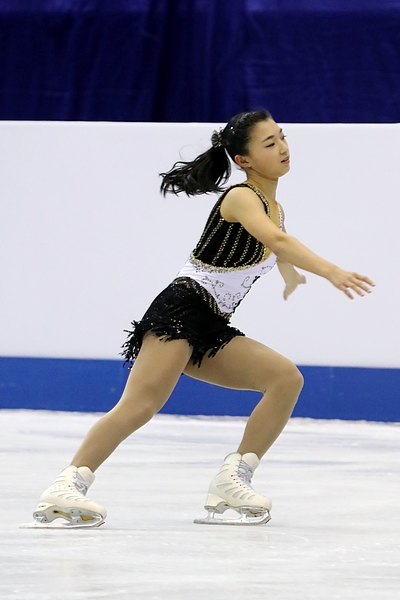
Sakamoto bei der Junioren-WM 2017
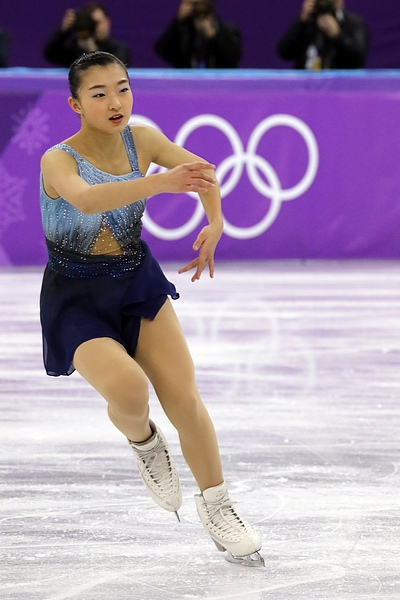
Sakamoto bei den Olympischen Winterspielen 2018 (Kurzprogramm)
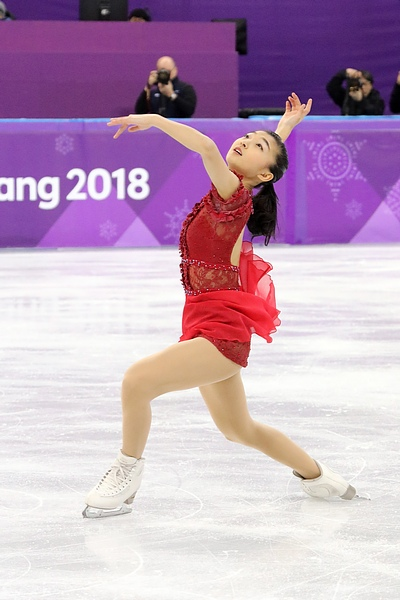
Sakamoto bei den Olympischen Winterspielen 2018 (Kür)
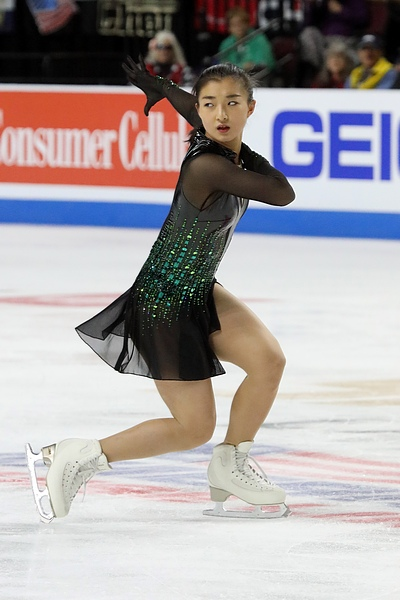
Sakamoto bei Skate America 2019
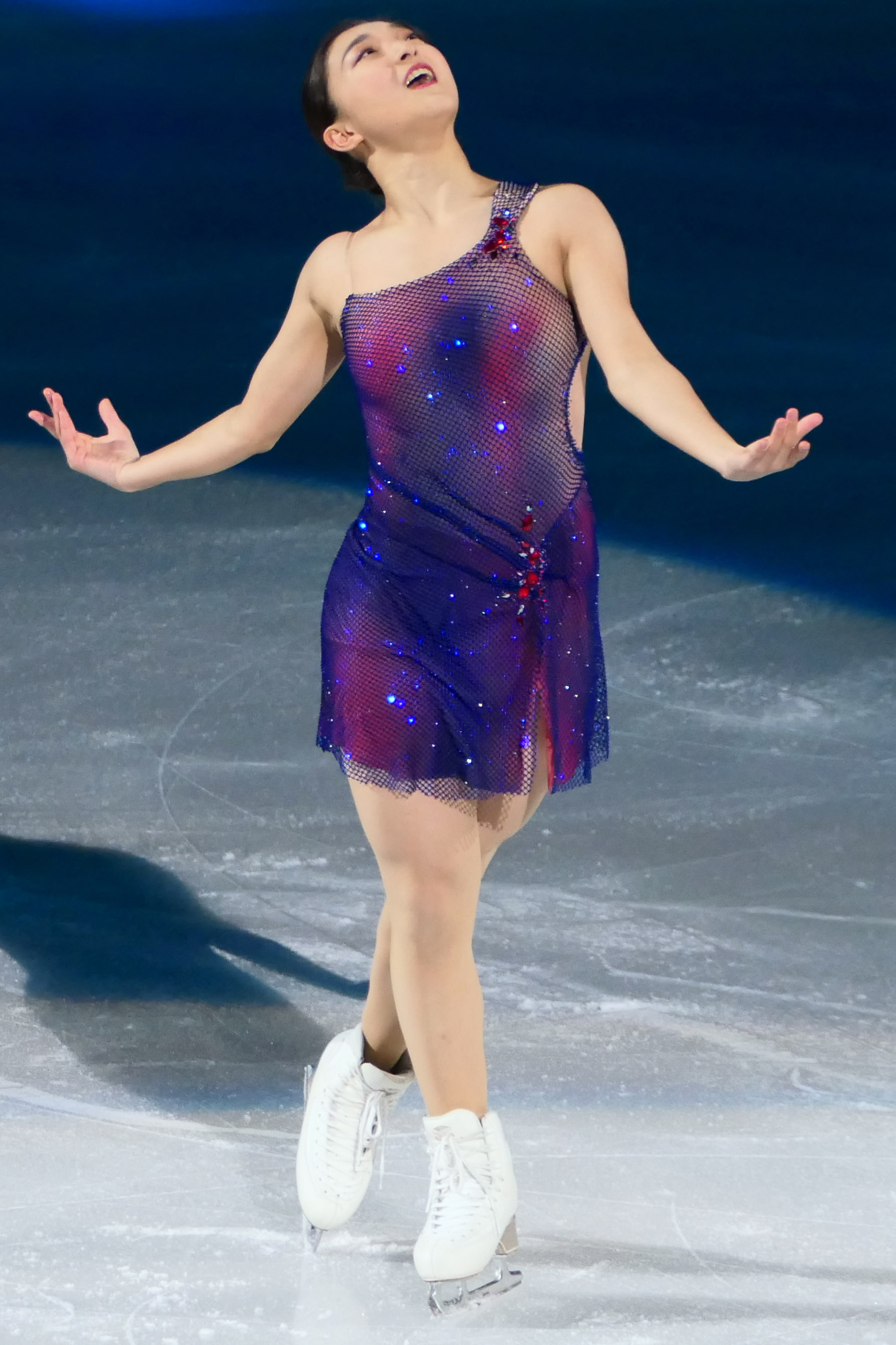
Sakamoto bei der WM 2024 (Gala)